# Papirii
Légende :
♦Patricien, ♦Plébéien, ♦Consulaire, ♦Sénatorial, ♦Équestre
Gens et Liste des gentes romaines
Les Papirii sont les membres de la gens Papiria. Ils constituent une famille patricienne ancienne qui joue un rôle important dans l’histoire romaine. Ils apparaissent juste après la chute du second collège de décemvirs et occupent de hautes magistratures jusqu'au Ier siècle av. J.-C.
Les principales branches de la gens Papiria portent les cognomina Mugillanus, Crassus, Cursor, Carbo et Maso.

## Principaux membres

### Branche desMugillani
- Lucius Papirius Mugillanus, consul en 444 av. J.-C. et censeur en 443 av. J.-C. et peut-être en 430 av. J.-C.
  - Marcus Papirius Mugillanus, fils du précédent, tribun consulaire en 418 et 416 av. J.-C. et consul en 411 av. J.-C.
  - Lucius Papirius Mugillanus, frère du précédent, consul en 427 av. J.-C. et tribun consulaire en 422 av. J.-C.
    - Lucius Papirius Mugillanus, fils du précédent, tribun consulaire en 382, 380 et 376 av. J.-C.

### Branche desCrassi
- Manius Papirius Crassus, consul en 441 av. J.-C.
- Lucius Papirius Crassus, consul en 436 et 430 av. J.-C. et censeur en 424 av. J.-C.
- Caius Papirius Crassus, tribun consulaire en 384 av. J.-C.
- Spurius Papirius Crassus, tribun consulaire en 382 et 380 av. J.-C.
- Lucius Papirius Crassus, tribun consulaire en 368 av. J.-C.
  - Lucius Papirius Crassus, consul en 336 et 330 av. J.-C., dictateur en 340 av. J.-C., maître de cavalerie en 325, 324 et 320 av. J.-C. et censeur en 318 av. J.-C.
  - Marcus Papirius Crassus, dictateur en 332 av. J.-C.

### Branche desCursores
- Lucius Papirius Cursor, censeur en 393 av. J.-C. et tribun consulaire 387 et 385 av. J.-C.
  - 
    - Lucius Papirius Cursor, petit-fils du précédent, maître de cavalerie en 340 et 320 av. J.-C., consul en 326, 320, 319, 315 et 313 av. J.-C. et dictateur en 325, 324 et 309 av. J.-C.
      - 
        - Lucius Papirius Cursor ou Praerextatus, petit-fils du précédent, censeur en 272 av. J.-C.
        - Lucius Papirius Cursor, frère du précédent, consul en 293 et 272 av. J.-C.

### Branche desCarbones
- ?
  - Caius Papirius Carbo, consul en 120 av. J.-C.
    - Caius Papirius Carbo Arvina, fils du précédent ;

  - Cnaeus Papirius Carbo, oncle du précédent, consul en 113 av. J.-C.
    - Cnaeus Papirius Carbo, fils du précédent, consul en 85 et 84 et 82 av. J.-C.

### Autres branches
- Caius Papirius Maso, consul en 231 av. J.-C.
- Papiria, sœur du précédent, épouse de Lucius Aemilius Paullus, consul en 219 et 216 av. J.-C.